# Степанов, Александр Сергеевич (футболист)
Александр Сергеевич Степанов (31 декабря 1981, Таганрог) — российский футболист, защитник.
Воспитанник ДЮСШ «Торпедо» Таганрог. Начинал играть во втором дивизионе за «Торпедо» (1999—2000) и «Локомотив» Лиски (2001—2002). 2003 год отыграл за «Торпедо» в ЛФЛ — 38 игр, 8 голов. 2004 год начал в ФК «Реутов», летом перешёл в белорусский клуб «Торпедо-СКА» Минск; за дубль сыграл 6 матчей, забил один гол. Провёл два матча в конце чемпионата и один — в 1/8 Кубка Белоруссии. 2005 год провёл в клубе ЛФЛ «Тагмет» Таганрог. Профессиональную карьеру завершил в команде второго дивизиона «Таганрог» — в 2006—2010 годах провёл 136 матчей, забил 9 голов.
С 2011 года играет на любительском уровне: «ТПФ» Новоприморский (2011—2014), «Агро-Вектор» Куйбышево (2016—2017), «Таможенник» Таганрог, «Россия» Матвеев Курган (2018), «Покров» Покровское (2019).